# Per-Arne Arvidsson
Per-Arne Arvidsson (n. 24 septembrie 1950, Q10571243⁠(d), Comitatul Västerbotten, Suedia – d. 28 aprilie 2023, Östersund, Comitatul Jämtland, Suedia) a fost un om politic suedez, membru al Parlamentului European în perioada 1999-2004 din partea Suediei.